# XYZ-аналіз
XYZ-аналіз — аналіз, що дозволяє зробити класифікацію ресурсів компанії залежно від характеру їх споживання і точності прогнозування змін у їх потребі протягом певного часового циклу. Алгоритм проведення можна представити в чотирьох етапах:
1. Визначення коефіцієнтів варіації для аналізованих ресурсів;
2. Угруповання ресурсів відповідно до зростання коефіцієнта варіації;
3. Розподіл за категоріями X, Y, Z.
4. Графічне представлення результатів аналізу.

Категорія X — ресурси характеризуються стабільною величиною споживання, незначними коливаннями в їх витраті і високою точністю прогнозу. Значення коефіцієнта варіації знаходиться в інтервалі від 0 до 10%.
Категорія Y — ресурси характеризуються відомими тенденціями визначення потреби в них (наприклад, сезонними коливаннями) і середніми можливостями їх прогнозування. Значення коефіцієнта варіації — від 10 до 25%.
Категорія Z — споживання ресурсів нерегулярно, які-небудь тенденції відсутні, точність прогнозування невисока. Значення коефіцієнта варіації — понад 25%.
Реальне значення коефіцієнта варіації для різних груп може відрізнятися з наступних причин:
- сезонність продажів,
- тренд,
- акції,
- дефіцит і т. д.

Є кілька різновидів XYZ-аналізу, наприклад аналіз планових даних з фактичними, що дає більш точний% відхилення від прогнозу. Дуже часто XYZ-аналіз проводять спільно з ABC-аналізом дозволяючи виділяти більш точні групи, щодо їх властивостей.
Коефіцієнт варіації — це відношення середньоквадратичного відхилення до середньоарифметичного значення, вимірюваних значень ресурсу